# Victor Hüter

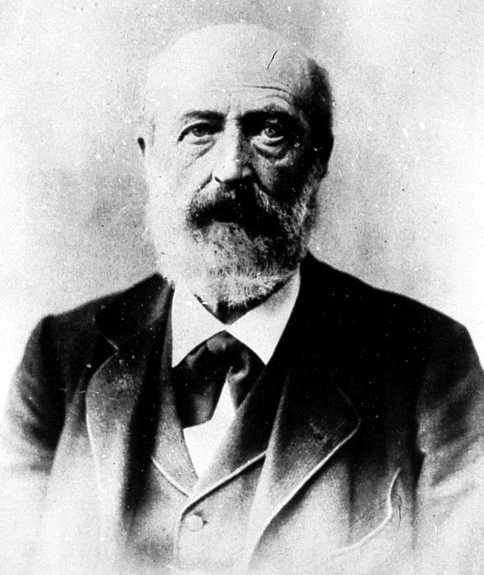
Victor Hüter

Victor Hueter (* 16. Oktober 1832 in Marburg; † 12. November 1897 in Göttingen) war ein deutscher Arzt für Geburtshilfe. 

## Leben
Als Sohn von Karl Christoph Hüter, ordentlicher Professor der Entbindungskunst an der Philipps-Universität Marburg, studierte Victor Hueter, ebenso wie nach ihm auch sein jüngerer Bruder Carl Hüter Medizin in Marburg. Am 26. November 1851 wurde er im Corps Teutonia zu Marburg recipiert. 1855 schloss er das Studium mit der Promotion zum Dr. med. ab. 1858 habilitierte er sich in Marburg für Geburtshilfe. 1859 gründete er dort eine private Poliklinik. Sein Corps wählte ihn am 19. Juni 1870 zum Ehrenmitglied. Seine Ernennung zum Professor erfolgte 1891. 

## Hütersche Villa

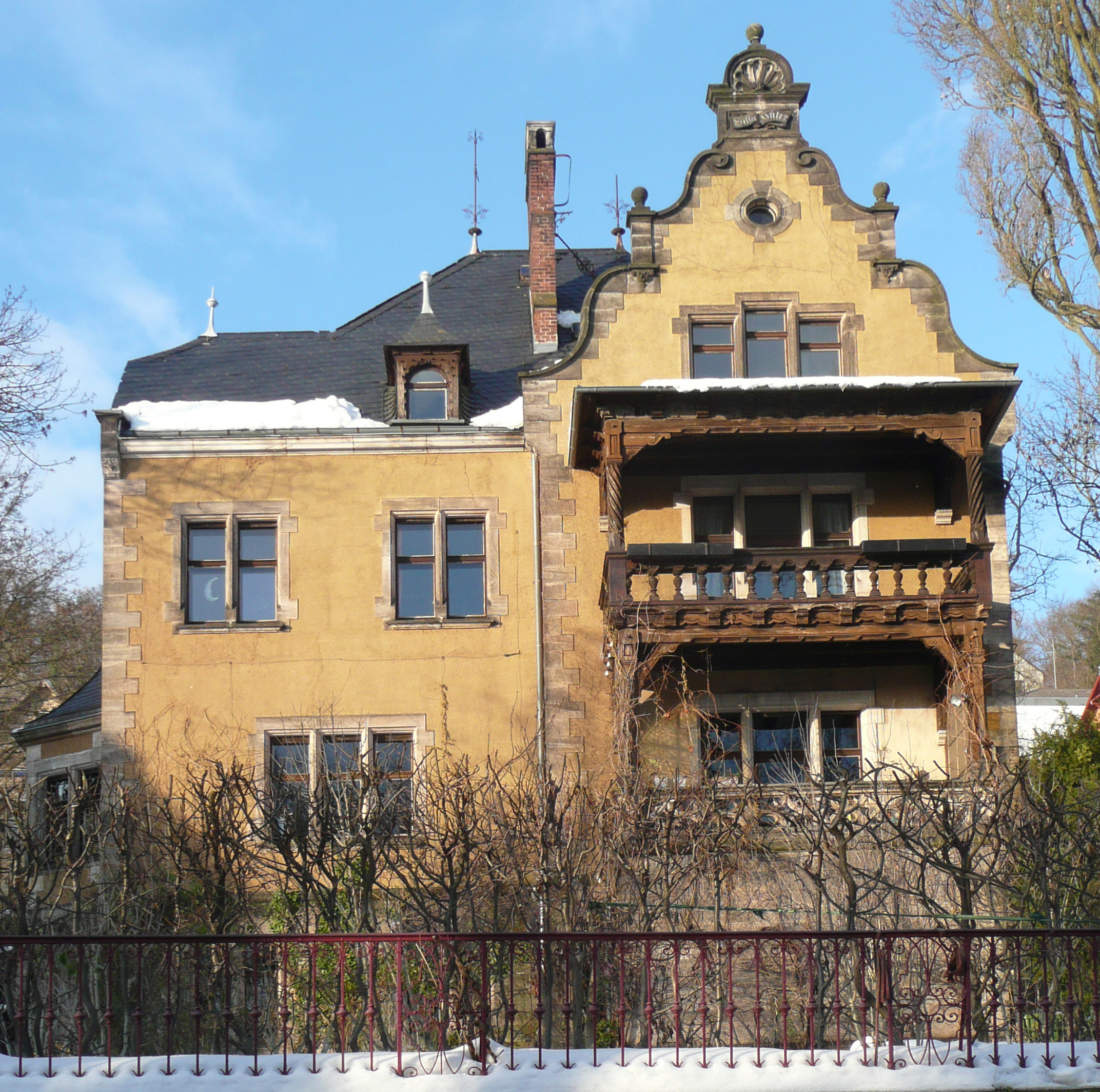
Hütersche Villa

Der Philanthrop Hüter brachte 1886 Teile seines Vermögens in eine Stiftung für arme und bedürftige Kinder der Stadt Marburg ein. 1896 ließ er eine Villa im Gründerzeitstil am Barfüßertor 5 erbauen. Diese „Hütersche Villa“ beherbergte von 1979 bis 2009 das Kindheitsmuseum Marburg.

## Schriften
- Über die Ablösung der Epidermis bei Neugeborenen.
- Studie über Flexionen des Uterus, 1870.
- Kompendium der geburtshülflichen Operation für den Gebrauch in der Praxis, 1874.